# فرشته سیاه
فرشتهٔ سیاه نام رمانی است که توسط میکا والتاری، نویسندهٔ اهل فنلاند نوشته شده‌است.